# Национален музей на западното изкуство
Националният музей на западното изкуство е най-толемият обществен художествен музей в Япония, специализиран в изкуството на западната художествена традиция. Музеят се намира в парка Уено в Тайто, Централно Токио. Този популярен музей е известен с английския акроним NMWA.
Музеят е открит на 10 юни 1959 г. и се развива на база на художествената колекция на индустриалеца Матсуката Коджиро (1865 – 1950), чиито идеи са отразени в структурата на музея. Политиката на Матсуката за комплектоване на колекцията цели създаването на модерен и развиващ се национален музей на западното изкуство. Музеят показва творби от Ренесанса до началото на 20 век, много от които са били придобити след откриването на музея. Целта на музея е да предостави на обществото възможност да се запознае и оцени западното изкуство. Музеят, като единствената японска национална институция, посветена на западното изкуство, организира изложби, придобива художествени творби и документи, извършва проучвания, реставрация и консервация, както и участва в обучение и публикуване на материали, свързани със западното изкуство.
Музеят участва в разработването и организирането на специални изложби всяка година. В тези изложби са включени произведения от частни колекции, както и от музеи във и извън Япония. През 1963 г. НМЗИ създава фурор на международната културна сцена, обединявайки 450 творби на френско-руския художник Марк Шагал от 15 страни, включително осем картини заети от Съветския съюз. Тази изложба се счита за най-изчерпателното шоу, показвано приживе на художника.

## Колекции
НМЗИ откупува по една художествена творба всяка година от създаването си, в усилията си да изгради и развие своята постоянна колекция. Във фондовете на музея се съхраняват около 4500 произведения, включително образци на живописта и скулптурата от 14. до началото на 20 век. От откриването си насам, колекциите на музея непрекъснато се обогатяват.

### Картини до 18 век
В основната сграда на музея ся показани картини от периода до 18 век, кред които са творби на Веронезе, Рубенс, Брьогел и Фрагонар. Много от тези творби са с християнски религиозни сюжети.

### Картини от 19 и 20 век
Новото крило показва френски картини от 19 и началото на 20 век, включително произведения на Дьолакроа, Курбе, Мане, Реноар, Моне, Ван Гог и Гоген. Галериите разполагат и с произведения от следващото поколение творци, като Марке, Пикасо, Сутин, Ернст, Дюбюфе и Полок.

### Графики и рисунки
НМЗИ събира поредица творби на френски художници от 18. до 19 век като Буше, Фрагонар, Дьолакроа, Гюстав Моро, Огюст Роден и Пол Сезан.

### Гравюри
В колекцията от гравюри са включени произведения на Дюрер, Холбайн, Рембранд, Пиранези, Гоя и Клингер, от 15 до началото на 20 век.

## Сграда
Основната сграда е проектирана от швейцарския архитект Шарл Едуар Жанре-Гри (1887 – 1965), по-известен като Льо Корбюзие. Това е единственият представителен образец на работата на архитекта в Далечния изток; като Ню Йорк Таймс заявява, че самата сграда съдържа „художествено значение и красота“, които съперничат на произведенията в нея. Многоетажната стоманобетонна сграда е завършена през март 1959 г. като символ на възобновяването на дипломатическите отношения между Япония и Франция след Втората световна война.

### История
Музеят е построен да приюти колекцията от творби, събрани от индустриалеца Матцуката Коджиро между 1920 и 1923 г. Неговата колекция се е помещавала в Англия и Франция до войната, но японското правителство иска от Франция нейното завръщане в Япония. Франция се съгласява при условие, че френски архитект проектира музея, който ще приюти колекцията. Льо Корбюзие получава поръчката.

### Проект
Льо Корбюзие проектирал мащабен план, включващ и околната музейна площ. Дизайнът на сградата далеч надвишава първоначалната поръчка и включва библиотека, малка лекционна зала и помещение за видни гости. Въпреки че те отпадат при строежа, първоначалните планове са запазени като насоки за бъдещо разширение.
Льо Корбюзие поискал тримата му японски помощници: Кунио Маекава, Джунзо Сакакура и Такамаса Йошизара да са отговорни за разработването на подробните чертежи и строителния надзор.
Музеят има квадратен план, като основното тяло на галериите е повдигнато на пилоти до нивото на първия етаж. В архитектурен план сградата е повлияна от музея Санскар Кендра в Ахмедабад, Индия, който е бил проектиран от Льо Корбюзие по същото време.
Влизането на посетители е през приземния етаж през Залата за изкуство на 19 век. Пространството е с двойна височина и е осветено отгоре чрез остъклен пирамидален покрив подкрепян от стоманобетонни греди и колона. На противоположната страна на залата от входа се намира рампа, чрез която се изкачва до галерията с картините и която позволява по-добра гледка към скулптурите на Роден. Картинната галерия заобикаля залата за изкуство от 19 век, таванът е наклонен и се издига до височината на два етажа по периметъра, където са изложени картините. Чрез балкони посетителите могат да се върнат обратно в Залата за изкуство на 19 век, за да се ориентират по-лесно. Льо Корбюзие проектира картинните галерии да бъдат естествено осветени чрез четири стъклени процепа, но те вече не се използват и галериите са изкуствено осветени.
Външно сградата е облечена със сглобяеми стоманобетонни панели, които са прикрепени чрез U-образни рамки към вътрешната стена. Сградата като цяло е изградена от стоманобетон и колоните са с гладка облицовка.
След повече от двегодишно строителство сградата е открита на 10 юни 1959 г.

### Архитектура
Във всеки елемент на сградата Льо Корбюзиер прилага системата „Модулор“:
| „ | Модулорът, който Корбюзие разработва след дългогодишни изследвания, е като музикалния мащаб, който подрежда безкрайните възможности на музикалния терен. Въз основа на размера и пропорциите на човешкото тяло, той е средство за прилагането на архитектурата към човешкия дух, разпореждайки на безкрайните възможни размери по-такъв начин, че те да отговарят на човешкото тяло. В новия Музей на западното изкуство, модулорната система се наблюдава във всичко, от конструктивните елементи до архитектурните детайли и обзавеждането. | “ |
| Tadayoshi, Fujiki, August 1959 „The Modular in the National Museum of Western Art“ Japan Architect, p. 48 | |   |

Музеят е пристрояван през годините: лекционна зала и офис сграда през 1964 г., билетен център през 1985 г., нова пристройка през 1979 г., а през 1998 г. основните се укрепват срещу земетресения.
През 1998 г. значението на сградата е подчертано като е включено в списъка на стоте изключителни обществени сгради на Япония.
През 2005 г. музеят е признат от международната организация DOCOMOMO като един от сто най-добри модернистични сгради в Япония.
През 2007 г. по искане на френското правителство, Япония вписва сградата в списъка на Юнеско на кандидатите за световно културно наследство като важен културен паметник.